# ماري سوسان
مريم «ماري» سوسان، (بالفرنسية: Marie Soussan)، مواليد 17 يناير 1895 بالجزائر، وتوفت في 1977 بمارسيليا بفرنسا، كانت ممثلة ومغنية يهودية جزائرية مرتبطة بظهور المسرح الجزائري منذ أوائل الثلاثينيات، وأول امرأة في بلد عربي تظهر في المسرح (حتى ذلك الحين كان الرجال يلعبون دور المرأة).
جنبا إلى جنب مع رشيد قسنطيني، أصبحت شريكة في أحد أزواج المسرح الأكثر شهرة خلال فترة ما بين الحربين العالميتين. سجلت أيضًا 20 سجلًا بسرعة 78 دورة في الدقيقة. 

## سيرة شخصية
ولد في 17 يناير 1895 في القصبة السفلى بالجزائر العاصمة. كانت والدتها لونا أبو كايا عمة أمبساريو إدموند ناثان يافيل. وعلى غرار العديد من الفنانين في عصرها، مارست مهاراتها الموسيقية في المناسبات العائلية، حيث كرست نفسها للغناء والدربوكة. وفي وقت ما بعد الحرب العالمية الأولى انضمت إلى المطربية، وهي فرقة الأوركسترا والمسرح لابن عمها الشهير يافيل وبدا أن بدايتها على المسرح قد حدثت في عام 1925 في كازينو الجزائر. على مدى الخمسة عشر عامًا التالية، حافظت على مسيرة مهنية حافلة بالمطربية، حيث قامت بالتمثيل والتجول جنبًا إلى جنب مع شريكها الكوميدي رشيد قسنطيني، ومعًا أصبح الثنائي اليهودي المسلم في مركز الصدارة. ثم تم تسجيل العديد من هذه الأعمال على القرص. كانت سوسان أيضًا فنانة فردية موهوبة، سجلت مجموعة من التسجيلات، الكلاسيكية والشعبية، أولاً من خلال غراموفون ثم من خلال بوليفون. كل هذا أكسبها عضويتها المبكرة في شركة صاسام الفرنسية.
غادرت الجزائر في عام 1959 وبدأت العمل في جنوب فرنسا، قبل أن تحصل الجزائر على الاستقلال وبعد تدهور أوضاع الفنانين هناك والفنانين اليهود على وجه الخصوص بعد الحرب العالمية الثانية. توفيت عام 1977 ودفنت في المقبرة اليهودية في مرسيليا.